# Polyrhaphis olivieri
Polyrhaphis olivieri är en skalbaggsart som beskrevs av Thomson 1865. Polyrhaphis olivieri ingår i släktet Polyrhaphis och familjen långhorningar. Inga underarter finns listade i Catalogue of Life.